# Tzinil
Tzinil är en ort i Mexiko.   Den ligger i kommunen Socoltenango och delstaten Chiapas, i den sydöstra delen av landet, 800 km öster om huvudstaden Mexico City. Tzinil ligger 1 161 meter över havet och antalet invånare är 1 106.
Terrängen runt Tzinil är bergig. Runt Tzinil är det ganska glesbefolkat, med 35 invånare per kvadratkilometer. Närmaste större samhälle är Socoltenango, 3,3 km väster om Tzinil. I omgivningarna runt Tzinil växer huvudsakligen savannskog.